# Дождев, Дмитрий Вадимович
Дми́трий Вади́мович Дождев (род. 28 июля 1963, Москва, СССР) — российский учёный-юрист, специалист в области римского частного права, истории права, сравнительного частного права, доктор юридических наук.

## Биография
В 1985 году окончил МГУ им. М. В. Ломоносова (исторический факультет).
В 1988 году под руководством Е. А. Скрипилева защитил кандидатскую диссертацию «Наследственное право в Риме в эпоху ранней Республики». В 1997 году защитил докторскую диссертацию «Институт владения в римском праве».
Ведущий научный сотрудник Института государства и права РАН, декан факультета права ОАНО «Московская высшая школа социальных и экономических наук». Главный редактор «Ежегодника сравнительного правоведения».
С 1991 года работал и стажировался в Институте римского права Римского Университета, Институте римского и общего права Гёттингенского Университета, Институте римского права Амстердамского Университета, Институте истории права Флорентийского Университета, Институте римского права Мюнхенского Университета, Центре сравнительного права при Тулейнском университете (2005). Стажировка на курсах повышения квалификации по римскому праву при юридическом факультете Римского Университета (Рим, Италия, 1990 г.). С 1990 года регулярно участвует в конгрессах по истории права и конгрессах по римскому праву

## Основные работы
- Римское архаическое наследственное право (М., 1993);
- Основание защиты владения в римском праве (М., 1996);
- Римское частное право (М., 1996; 2 изд. М., 1999);
- Практический курс римского права (М., 2000);
- Добросовестность (bona fides) как правовой принцип (М., 2000);
- Делегация и исполнение: анатомия обязательства (2003);
- Международная модель траста и унитарная концепция права собственности (2006).
- Международная модель траста и унитарная концепция права собственности (*.rtf). Работа впервые опубликована в издании: Человек и его время: Жизнь и работа Августа Рубанова / сост. и отв. ред. О. А. Хазова. М.: Волтерс Клувер, 2006. С. 251—286.
- Делегация и исполнение: анатомия обязательства // «Ежегодник сравнительного правоведения». № 2. 2002. С.42-120.
- Владение в системе гражданского права (часть 2) // Вестник гражданского права. Т. 10. 2010. № 1
- Владение в системе гражданского права // Вестник гражданского права. Т. 9.2009. № 4
- Всероссийская научная конференция «Сравнительное правоведение в России: пути развития». (26 — 27 октября, Москва, Институт государства и права Российской Академии наук) // Государство и право. 2001. № 4
- К интерпретации фрагмента Институций Гая (III, 154а) // Тезисы докладов на теоретической конференции аспирантов института государства и права АН СССР и юридического факультета МГУ им. М. В. Ломоносова. М., 1986
- Учреждение Российской ассоциации сравнительного правоведения // Государство и право. 2000. № 9
- Нормы реальной жизни и закономерность их позитивации (добросовестный владелец и actio publiciana) // Методология и методика изучения античного мира. Доклады конференции (31 мая — 2 июня 1993 г.). М., 1994
- Dmitry V.Dozhdev. «Fidem emptoris sequi»: Good Faith and Price Payment in the Structure of the Roman Classical Sale (doc). Опубликовано в издании: Il ruolo della buona fede oggettiva nell’esperienza giuridica storica e contemporanea (L.Garofalo ed.). Vol. 1. Padova: CEDAM, 2003. P.551-578.
- Понятие справедливости в римской правовой традиции // Журнал Московской Патриархии. — 2011. — № 11. — С. 60—66.